# Герберт, Уильям (ботаник)
Уильям Герберт (англ. William Herbert; 1778—1847) — британский поэт, политик и ботаник, специалист по луковичным растениям.

## Биография
Уильям Герберт родился 12 января 1778 года в семье Генри Герберта (будущего 1-го графа Карнарвона). Учился в Итонском колледже, затем поступил в оксфордский Крайст-Чёрч. Вскоре перешёл в Экситер-колледж, где в 1798 году получил степень бакалавра. Герберт продолжил обучение в Мертон-колледже, в 1802 году стал магистром, в 1808 году — доктором гражданского права.
В 1806 году Уильям Герберт был избран членом парламента от Хэмпшира, в 1811 году — от Криклейда. В 1812 году решил уйти из парламента. В 1840 году он был назначен деканом Манчестера.
Уильям Герберт скончался 28 мая 1847 года в своём доме в Лондоне.
Герберт был автором множества статей о луковичных растениях в журналах Botanical Register и Botanical Magazine.
Кроме политики и ботаники Герберт также занимался переводом различных стихотворений. Были изданы его сборники исландских, португальских, датских, немецких и других стихотворений.
| Фотография | Название                 |
| ---------- | ------------------------ |
|            | Bomarea edulis (L.)Herb. |

## Некоторые научные работы
- Herbert, W. (1821). An Appendix. 52 p.
- Herbert, W. (1837). Amaryllidaceae. 428 p.

## Роды растений, названные в честь У. Герберта
- Herbertia Sweet, 1827 — Гербертия